# Sellrain
Sellrain är en kommun i distriktet Innsbruck-Land i förbundslandet Tyrolen i Österrike. Kommunen har 1 335 invånare (2024). Den ligger 15 km sydväst om Tyrolens huvudstad Innsbruck. Floden Melach rinner genom området.